# Partido de La Costa
La Costa es uno de los 135 partidos que componen la provincia argentina de Buenos Aires. Forma parte de la quinta sección electoral de la provincia de Buenos Aires.
El partido cubre todo el borde oriental del cabo San Antonio, limita al norte con la Bahía de Samborombón; al sur, con el partido de Pinamar; al oeste, con el partido de General Lavalle y al este, con el mar Argentino.
Es el municipio más oriental de la provincia de Buenos Aires. Por esa razón es el sitio elegido para el amarre de cables submarinos de telecomunicaciones.

## Geografía

### Límites
El Partido de La Costa limita al oeste con el Partido de General Lavalle, siendo la Ruta 11 el límite entre los dos partidos, aunque en cierto punto se utiliza como límite el Cno. provincial 042-02, una vez se llega a San Clemente del Tuyú, la Avenida XXII es utilizada como límite hasta llegar al arroyo San Clemente.
Al sur, el Partido limita con el Partido de Pinamar, específicamente con la localidad de Montecarlo.
Al este, La Costa limita con el Mar Argentino, que a su vez forma parte del Océano Atlántico
La Bahía Samborombón es el cuerpo de agua que limita al norte del Partido.

### División territorial
El Partido de La Costa se divide en las siguientes zonas geográficas:
- Zona Norte: San Clemente del Tuyú
- Zona Centro: Las Toninas, Costa Chica, Santa Teresita, Mar del Tuyú y Costa del Este
- Zona Sur: Aguas Verdes, La Lucila del Mar, Costa Azul, San Bernardo, Mar de Ajó y Nueva Atlantis.
- Zona de altos médanos: Pinar del Sol y Costa Esmeralda.

### Ciudades importantes
Si bien la cabecera del municipio es la localidad de Mar del Tuyú, que cuenta con servicios estándares para el turista y es virtualmente una localidad satélite de la vecina Santa Teresita, la urbe más importante de todo el municipio por su desarrollo edilicio, urbanístico y comercial es la pujante ciudad de San Bernardo que contiene la mayor oferta de salidas nocturnas del municipio, siendo así la gran alternativa para los jóvenes y adultos durante los meses del verano. San Bernardo es en la actualidad el centro urbano con mayor cantidad de edificios en altura de todo el municipio de La Costa, donde el sector de la industria de la construcción tiene un rol dinámico y significativo.[cita requerida]
La ciudad más poblada es Mar de Ajó, que cuenta con muchos servicios. Otra ciudad muy importante es Santa Teresita que cuenta con un atractivo centro comercial urbano y otro en medio de arboledas y montes denominado "El Jagüel" y servicios aunque menos que Mar de Ajó.
Durante todo el año San Clemente del Tuyú es la localidad con más atractivos turísticos del partido de la Costa y es elegida la capital turística de la región.

### Localidades del partido
| Localidad             | Población | Código postal | Gentilicio[cita requerida] |
| --------------------- | --------- | ------------- | -------------------------- |
| San Clemente del Tuyú | 14,635    | B7105         | Sanclementino              |
| Las Toninas           | 5,278     | B7106         | Toninense                  |
| Costa Chica           | 192       | B7106         | Costachicense              |
| Santa Teresita        | 15,213    | B7107         | Santateresitense           |
| Mar del Tuyú          | 8,070     | B7108         | Mardeltuyense              |
| Costa del Este        | 1,200     | B7108         | Costaesteño                |
| Aguas Verdes          | 1,120     | B7112         | Aguaverdense               |
| La Lucila del Mar     | 1,022     | B7113         | Lucilense                  |
| Costa Azul            | 1,097     | B7112         | Costazulense               |
| San Bernardo del Tuyú | 10,692    | B7111         | Sanbernardino              |
| Mar de Ajó            | 13,769    | B7109         | Marajense                  |
| Nueva Atlantis        | 620       | B7124         | Neoatlantino               |
| Punta Médanos         |           | B7113         | Puntamedanes               |

#### Urbanizaciones Privadas
En los últimos tiempos se empezaron a establecer varios barrios privados, mayormente entre localidades, como:
- Km 314, casas de mar (entre San Clemente del Tuyú y Las Toninas)
- Jagüel del Medio (entre Costa Chica y Santa Teresita)
- Paseo del Bosque (en Santa Teresita)
- Costayres (entre Costa del Este y Aguas Verdes) se lo considera parte de Costa del Este.
- El Descanso (entre Aguas Verdes y Lucila del Mar)
- Campos de Mar (en Lucila del Mar)
- Casuarinas (en Mar de Ajó)
- EcoParque Termal Campos de Mar (en Nueva Atlantis)
- Ángeles del Mar (entre Nueva Atlantis y Punta Médanos)
- Rincón de Cobo (entre Nueva Atlantis y Punta Médanos)
- Pueblo Marítimo Punta Médanos (en Punta Médanos)
- Villa Robles (entre Punta Médanos y Pinar del Sol)
- North Beach (entre Punta Médanos y Pinar del Sol)
- Costa Esmeralda (barrio con el mismo nombre de la localidad)

### Flora y fauna
La fauna marítima se encuentra principalmente representada por las siguientes especies:
- Almeja amarilla (Amarilladesma mactroides)
- Bivalvo rosado (Amiantis purpurata)
- Tonina (Tursiops truncatus gephyreus)
- Cornalitos (Odontesthes incisa)
- Gatuzo (Mustelus schmitti)
- Voluta negra (pachycymbiola Brasiliana)
- Gaviota cangrejera (Larus atlanticus)

Además, existen diferentes especies del género Olivadae

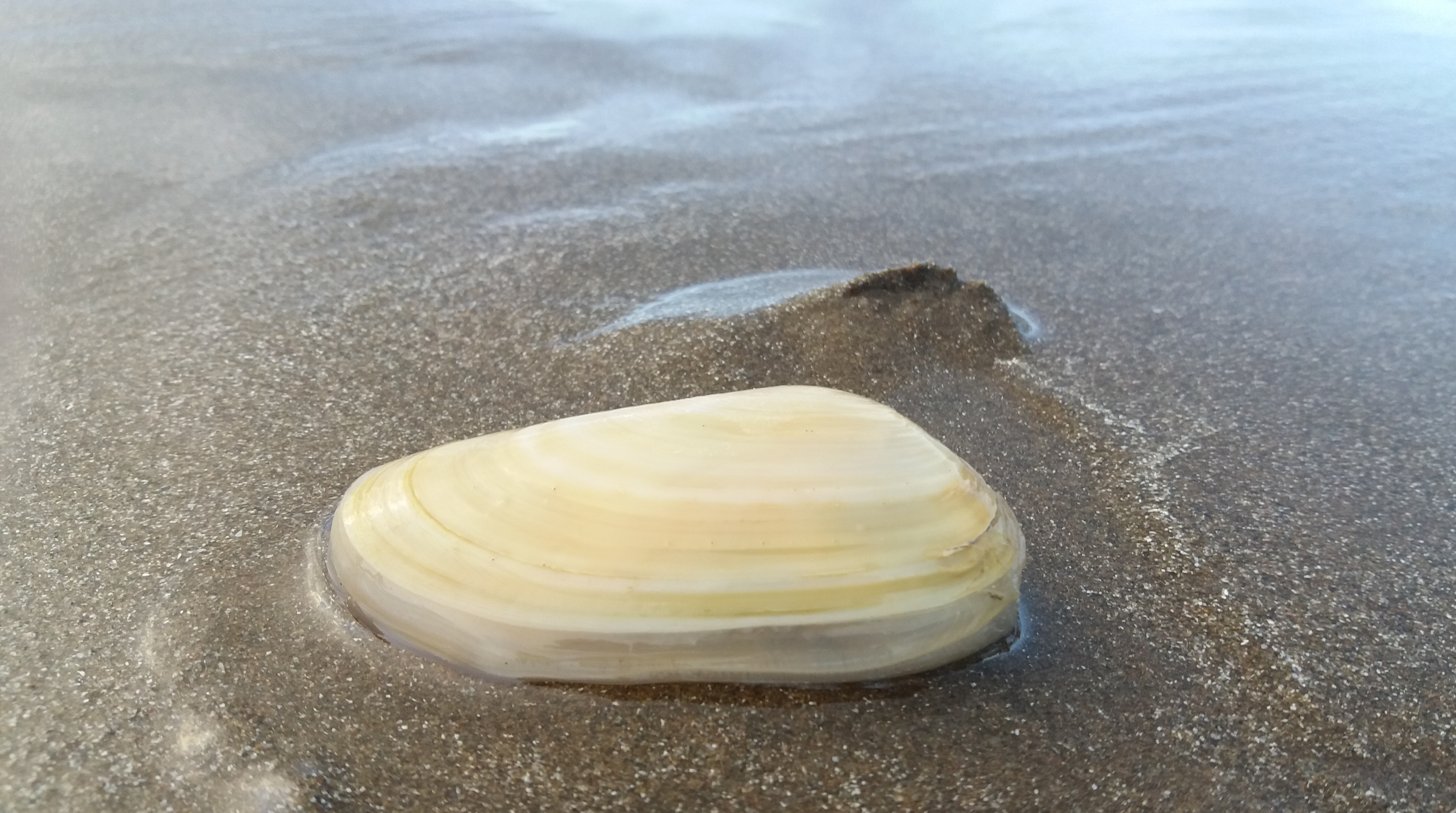
Espécimen adulto de Amarilladesma mactroides
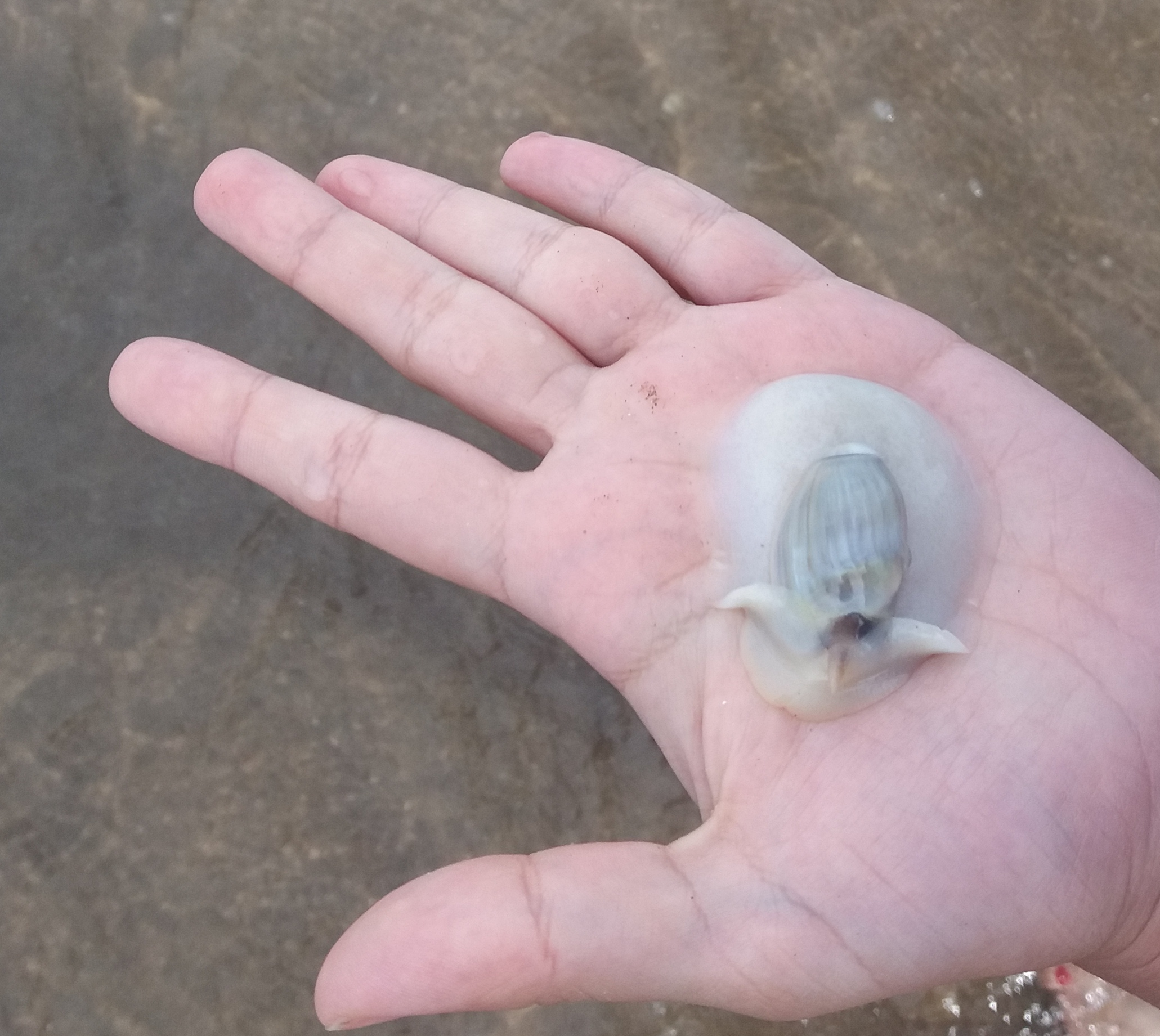
Caracol del género Olividae
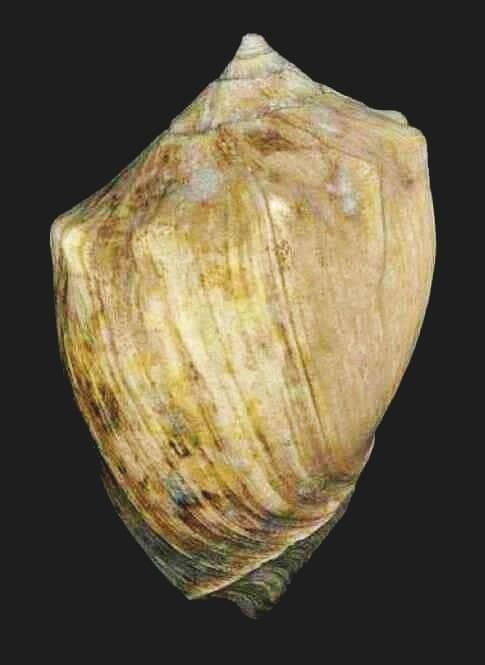
Caracola de Pachycymbiola brasiliana
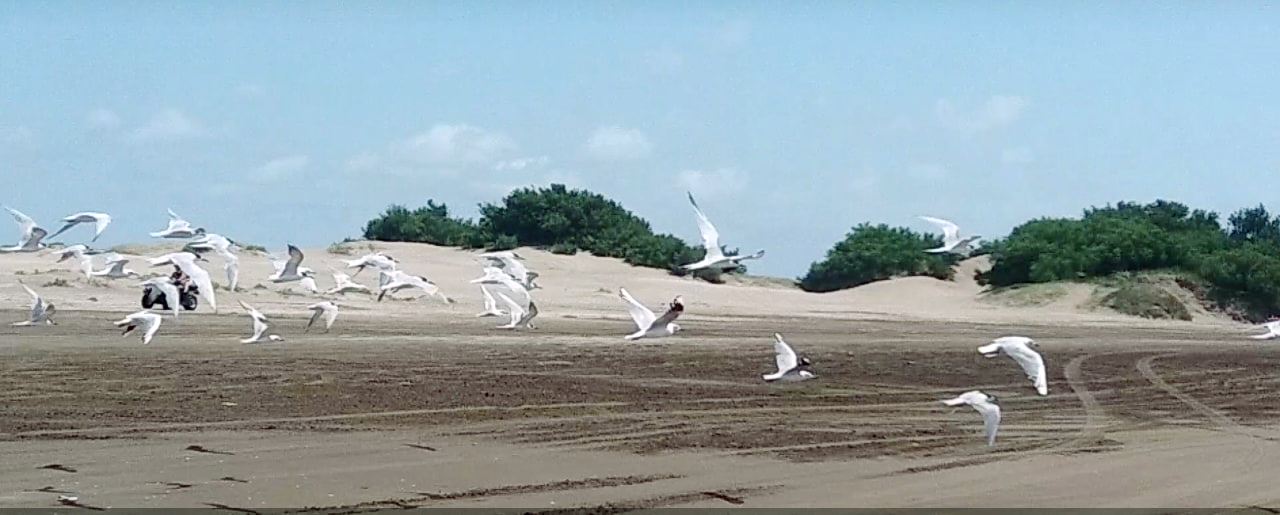
Gaviotas fotografiadas en tamariscos de la localidad de Nueva Atlantis
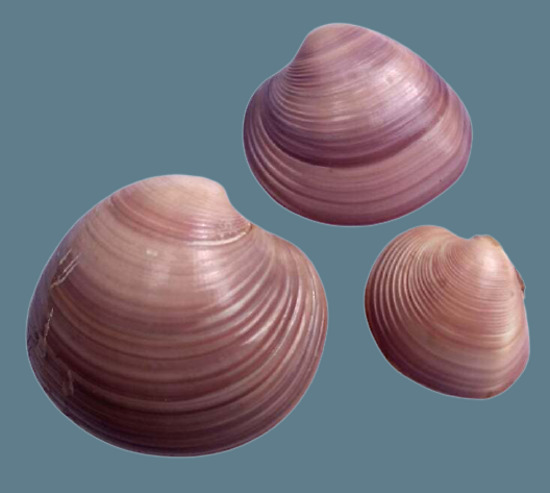
Amiantis purpurata
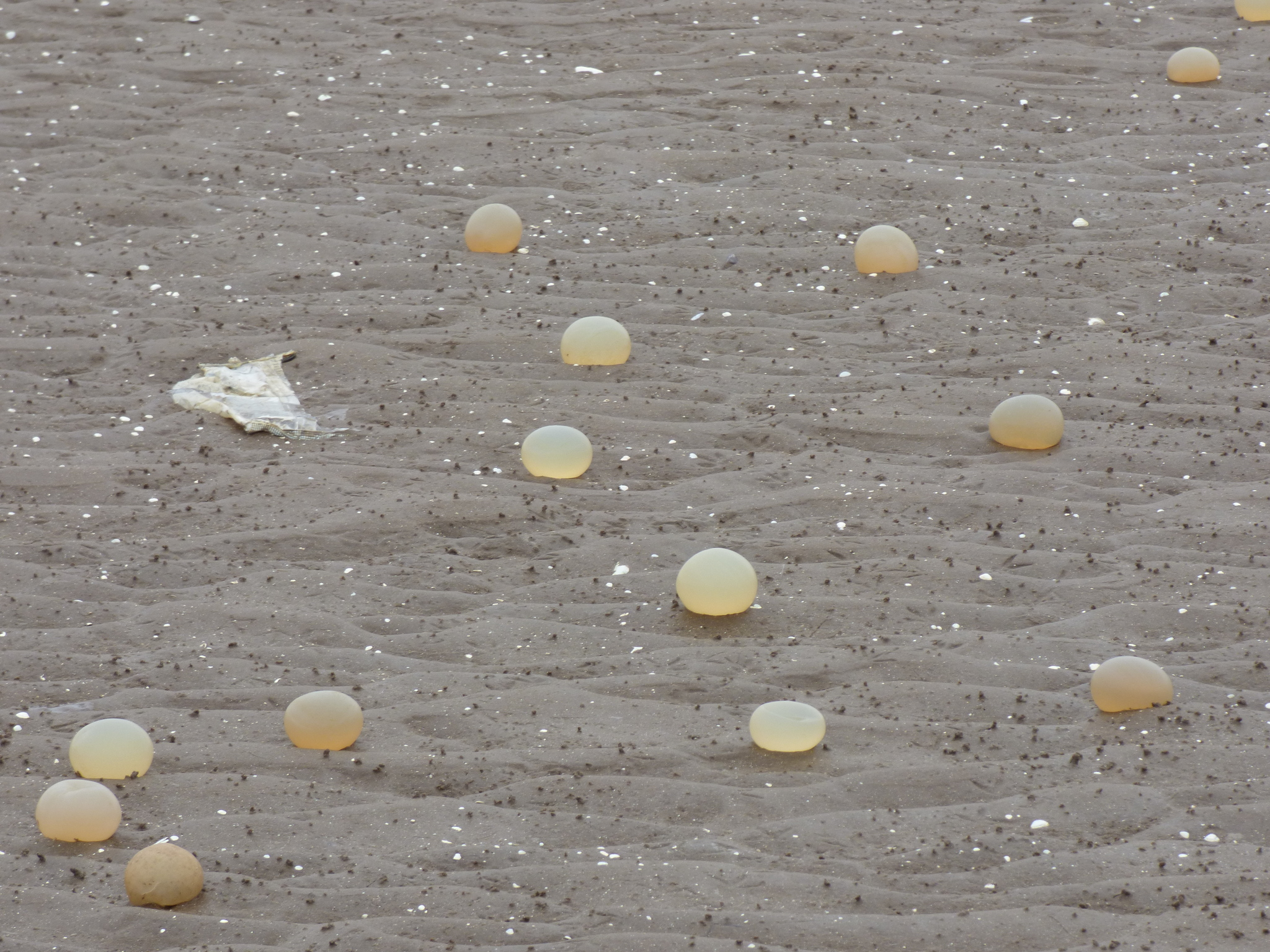
Huevos de Pachycymbiola brasiliana

## Historia

### Orígenes

#### Época hispánica
Durante el año 1580, Hernando Arias de Saavedra organiza una expedición desde Asunción del Paraguay por tierra, llegando a Tandil. Fue acompañado por guaraníes evangelizados que dieron el nombre de Tuyú (lodo o barro blando) a esta región, por lo que los españoles comienzan a llamarlo "Rincón del Tuyú". Los padres jesuitas y franciscanos y las misiones evangelizadoras dieron los primeros conocimientos geográficos de la zona.
Ya en el 1744, el padre Tomás Falkner realiza una carta topográfica de la región. Los originarios que le servían de baqueanos dan al lugar el nombre de ajó, lo que significa barro blando, al pisar fofo y a los cangrejales. La ría de Ajó tuvo importancia como refugio para barcos que comerciaban y lugar de acopio de frutos del país. Con el fin de continuar la carta iniciada por Falkner llegó posteriormente el padre José Cardiel, siendo él quien dio el nombre de San Clemente al arroyo donde está ubicada la ciudad del mismo nombre.

#### Primeros pobladores
Fines del siglo XVIII comienzan a radicarse los primeros pobladores en la región de ambas márgenes de la ría que comienzan a comercializar con frutos del país y dan origen al primer poblado de Ajó. Entre los primeros pobladores que se radicaron en esta zona se encuentra Ángel Fulco, éste poblaba los campos desde el Rincón de López y el Rincón de Ajó en donde a la altura de Las Víboras había construido un pozo artesiano de Fulco. En la costa desde Punta Rasa hacia el sur, estaban los Saenz Valiente con su establecimiento El Tuyú, donde historiadores como Bartolomé Mitre y Rafael Velázquez establecen que allí murió el payador Santos Vega, luego de sostener una payada con un desconocido.

#### Creación del Partido del Rincón de Ajó
20 de diciembre de 1839, el gobernador Rosas, por decreto, crea el partido de "Rincón de Ajó" con tierras tomadas del de Monsalvo, ante una propuesta del comandante en Jefe del 5.º Regimiento asentado en Dolores, Coronel Narciso del Valle y merced al desmembramiento del Partido de Monsalvo, por el hecho de haber participado su pobladores en la revolución contra el gobierno de Rosas. Este partido conserva su denominación original hasta el 19 de octubre de 1891 en que recibe su actual nombre de Gral. Lavalle.

#### Fundación de Localidades
Ya en el año 1908, el ganador al premio Nobel de Química, Luis Federico Leloir, vivía junto a su familia en la zona conocida como “Tuyú".
Alrededor de 1915, las tierras de lo que hoy es Las Toninas habían sido vendidas al Ferrocarril del Sur, con la condición de hacer llegar hasta ahí el tren. Ferrocarril del Sur planeaba construir un balneario más chico que el actual. Este loteo quedaría a beneficio de la firma inglesa propietaria del ferrocarril. Como la línea ferroviaria nunca se hizo, las tierras volvieron a manos de la familia Leloir.
En 1935 se fundó oficialmente San Clemente del Tuyú, La Margarita (hoy Mar de Ajó) y el Jagüel del Medio, que funcionó como un páramo entre San Clemente del Tuyú y Mar de Ajó, dicho páramo se desarrolló hasta transformarse en lo que hoy es Santa Teresita.
En 1944 se funda la ciudad balnearia de San Bernardo del Tuyú por la Sociedad, "Compañía Inmobiliaria del Este Argentino S.R.L", C.I.D.E.A, la misma fue creada al efecto por Juan Carlos Chiozza, sus hermanos Carlos, Enrique, Mario y Arnaldo más Pedro H. González, Francisco Martini, Tito Trebino, Pedro Podestá y Amadeo Barousse.
El 24 de octubre de 1945, ubicándose en las tierras que Arturo de Elías le compró a la familia Duhau, se fundó la ciudad de Mar del Tuyú. Ese día la Dirección de Geodesia de la provincia de Buenos Aires aprobó los planos de la ciudad. Posteriormente a este acto se procedió a la subasta pública. Sin embargo los planos fueron aprobados bajo la vigencia de la ley 3487 del año 1913 que no contemplaba la creación de localidades costeras y no tenían en cuenta las características morfológicas del terreno (que cuenta con dunas móviles).
En febrero de 1946, cuando ya se habían iniciado algunos trabajos, Eliçabe, con sus peones, comenzó a amojonar. Pocos días después, el domingo 3 de marzo de 1946, celebraron una fiesta campestre con el fin de que toda la zona conociera lo que era y lo que sería Santa Teresita. Fueron especialmente invitadas las familias de Duhau y de Leloir, y asistieron, por la primera, don Luis Duhau y, por la segunda, don Federico Leloir. Este día se considera como la fundación de Santa Teresita
El 1 de enero de 1950, Álvarez Drago funda la ciudad balnearia de Costa Azul.
En 1954 se construyó el muelle de pesca de La Lucila del Mar, siendo su director el Ingeniero Gerónimo Andrés Rebagliati, y se dio a conocer la venta de 776 "grandes lotes frente al mar", lo que prometía un nuevo centro de población de verdadera jerarquía.
El 20 de febrero de 1960, se reiniciaron los loteos en Las Toninas. En esa fecha Alois Stoklasek (un checoslovaco que había llegado a la Argentina en 1928, y se había radicado en la recientemente fundada Mar de Ajó en el año 1936) y su esposa Teresa Hudoba, también checoslovaca, deciden afincarse en unos terrenos que habían sido rematados por su amigo Álvarez Drago.
En 1966, la firma inmobiliaria Vinelli realizó un remate de 2000 lotes en lo que llamaron Balneario Duhau Aguas Verdes, debido a que los dueños pertenecían a la familia Duhau. Con el tiempo se eliminó el nombre Duhau para llamarse Aguas Verdes, a secas.
En el mismo año que se fundó Aguas Verdes (1966) también se fundó Costa del Este, cuando todavía era un lugar desértico. Son considerados fundadores los señores Fidel A. Zabalo, Emilio Doura y Marcelino Grizutti, quienes compraron las tierras a la familia Duhau.

### Fundación del Municipio Urbano de La Costa
En 1978, durante la dictadura militar, el gobernador de facto Ibérico Manuel Saint Jean sancionó la ley de municipios urbanos el 1 de julio, y así nacieron el municipio Urbano de Monte Hermoso, el municipio Urbano de Villa Gesell, el municipio Urbano de Pinamar y el municipio urbano de la Costa. Se designó como cabecera municipal a Mar del Tuyú para evitar conflictos entre las localidades más pujantes del partido (San Clemente del Tuyú y Mar de Ajó). Se designó a Raúl Suazo Como intendente del nuevo municipio.
Período de los intendentes de facto entre 1978 y 1983.
* Interventor (militar) Héctor Villalba desde el 2/7/78 hasta 18/10/79
* Raúl Suazo, desde el 18/10/1979 al 30 de agosto de 1980
* Carlos Elicabe desde 1 de septiembre de 1980 al 23/9/82
* Arturo Magadán desde 23/09/1982 al 10/12/83

### Creación del Partido de La Costa
En 1983 a raíz de problemas jurídicos surgidos con motivo de las elecciones, por no poder encuadrarse los «Municipios Urbanos» en la ley electoral, el 23 de mayo de 1983 se convierten en Partidos y tienen su primer gobierno propio elegido por el pueblo, en las elecciones del 30 de octubre de 1983. Convirtiéndose el «Municipio Urbano de la Costa» en Partido de La Costa. Gana en elecciones democráticas por el Partido Justicialista Juan de Jesús siendo reelecto en 1987 y 1991. El marajense Juan José Soler, es electo Diputado Provincial por la U.C.R. (quinta sección electoral). Las elecciones del 1995 son ganadas por Guillermo Arturo Magadan (hijo de Manuel Arturo Magadan), por la U.C.R. siendo reelecto en 1999. En el 2003 gana las elecciones Juan de Jesús por el Frente para la Victoria. En el 2007 gana la intendencia Juan Pablo de Jesús (hijo de Juan de Jesús) por el Frente para la Victoria siendo reelegido en 2011 y 2015. En las elecciones del 2019 gana la intendencia Cristian Cardozo por el Frente de Todos. En 2023, luego de 16 años vuelve a ocupar el cargo de intendente el Dr. Juan de Jesús de la coalición Unión por la Patria.

## Demografía
Según los resultados definitivos del censo de 2022 la población del partido alcanza los 100.689 habitantes.

### Evolución poblacional
| Población | 25 652 | 38 603  | 60 483  | 69 633  | 100 689 |
| Variación | -      | +50,48% | +56,67% | +16.08% | +44,6%  |

Fuente: Instituto Nacional de Estadísticas y Censos, INDEC

## Gobierno

### Poder ejecutivo
El poder ejecutivo local es ejercido por un ciudadano costero que ostenta el cargo de intendente. El intendente ejerce un mandato de cuatro años y puede ser reelecto por períodos consecutivos una única vez.

### Poder legislativo
El poder legislativo recae en el Concejo Deliberante, el cual está compuesto por 18 concejales elegidos democráticamente. La función del Concejo Deliberante es la sanción de las ordenanzas y disposiciones de la Municipalidad, las cuáles deben responder a los conceptos de ornato, sanidad, asistencia social, seguridad, moralidad, cultura, educación, protección, fomento, conservación y demás estimaciones previstas en la competencia asignada constitucionalmente. De los 18 concejales que forman el Concejo, se asigna un presidente, un vicepresidente primero, un vicepresidente segundo, un secretario y un director.

#### Composición del Concejo Deliberante[5]
| Bloque              | Concejal                       | Mandato     |
| ------------------- | ------------------------------ | ----------- |
| Unión por la Patria | Walter Díaz                    | 2021 - 2025 |
| Unión por la Patria | Sandra Santiago                | 2021 - 2025 |
| Unión por la Patria | Pablo Bonnet                   | 2021 - 2025 |
| Unión por la Patria | Ezequiel Caruso                | 2023 - 2027 |
| Unión por la Patria | Silvana Fretes                 | 2023 - 2027 |
| Unión por la Patria | Facundo Nores                  | 2023 - 2027 |
| Unión por la Patria | Adriana Abdala                 | 2023 - 2027 |
| Juntos              | Daniel López de Gaetano        | 2021 - 2025 |
| Juntos              | Evangelina Cordone             | 2021 - 2025 |
| Juntos              | Andrés Bertolot                | 2021 - 2025 |
| Juntos              | Fernanda Rodríguez             | 2021 - 2025 |
| Juntos              | Gonzalo Barraza                | 2021 - 2025 |
| Juntos              | Yamila Cóppola                 | 2021 - 2025 |
| Juntos              | Juan Carlos De Conti           | 2023 - 2027 |
| Juntos              | Mónica Correa                  | 2023 - 2027 |
| Juntos              | Ricardo Martín Fernández       | 2023 - 2027 |
| La Libertad Avanza  | Amadeo Ricardo Arebalo Moreira | 2023 - 2027 |
| La Libertad Avanza  | Elizabeth Ferrín               | 2023 - 2027 |

### Lista de Intendentes desde 1983
| Intendente               | Mandato                                         | Partido Político      |
| ------------------------ | ----------------------------------------------- | --------------------- |
| Juan de Jesús            | 10 de diciembre de 1983-10 de diciembre de 1987 | Partido Justicialista |
| Juan de Jesús            | 10 de diciembre de 1987-10 de diciembre de 1991 | Partido Justicialista |
| Juan de Jesús            | 10 de diciembre de 1991-10 de diciembre de 1995 | Partido Justicialista |
| Guillermo Arturo Magadan | 10 de diciembre de 1995-10 de diciembre de 1999 | Unión Cívica Radical  |
| Guillermo Arturo Magadan | 10 de diciembre de 1999-10 de diciembre de 2003 | Unión Cívica Radical  |
| Juan de Jesús            | 10 de diciembre de 2003-10 de diciembre de 2007 | Partido Justicialista |
| Juan Pablo de Jesús      | 10 de diciembre de 2007-10 de diciembre de 2011 | Partido Justicialista |
| Juan Pablo de Jesús      | 10 de diciembre de 2011-10 de diciembre de 2015 | Partido Justicialista |
| Juan Pablo de Jesús      | 10 de diciembre de 2015-10 de diciembre de 2019 | Partido Justicialista |
| Cristián Eduardo Cardozo | 10 de diciembre de 2019-10 de diciembre de 2023 | Partido Justicialista |
| Juan de Jesús            | 10 de diciembre de 2023-al presente             | Partido Justicialista |

### Poder judicial
El Poder Judicial del partido es desempeñado por el Juzgado de Paz del Partido de La Costa, este se encargan de atender faltas provinciales, causas de menor cuantía y vecinales.
Dicho Juzgado se encuentra en la cabecera, la ciudad de Mar del Tuyú.